# 310

310(삼백십)은 309보다 크고 311보다 작은 자연수다.

## 수학
- 합성수로, 그 약수는 1, 2, 5, 10, 31, 62, 155, 310이다. 진약수의 합은 266이므로, 310은 부족수다.
- 33번째 쐐기수다. 앞의 쐐기수는 290, 다음 쐐기수는 318이다.
- {\displaystyle 61^{2}-1}은 310으로 나누어떨어진다.

## 과학
- NGC 310(영어판): 고래자리 방향에 있는 항성.

## 교통

### 항공
- 에어버스 A310: 에어버스의 제트항공기.

### 철도
- 수도권 전철 3호선 주엽역의 역번호.
- 부산 도시철도 3호선 만덕역의 역번호.
- 대구 도시철도 3호선은 310번 역이 없고, 312번부터 시작한다.

### 도로
- 국도 제310호선
  - 일본 310번 국도(일본어판): 오사카부 사카이시 사카이구에서 나라현 고조시까지 이어지는 일본의 국도.
- 기타 도로
  - 310번 지방도: 경기도 화성시 우정읍 화수리에서 용인시 처인구 남사읍 봉명리까지 이어지는 대한민국의 지방도.
  - 현도 제310호선

## 군사
- U-310(영어판): 제2차 세계 대전에 사용된 나치 독일의 군용 잠수함.

## 문화유산
- 대한민국의 국보 제310호: 백자 달항아리
- 대한민국의 보물 제310호: 창녕 석빙고
- 대한민국의 사적 제310호: 해남 진산리 청자 요지

## 방송
- LG헬로비전의 사회안전방송 채널 번호.

## 기타
- 날짜: 3월 10일
- 연도: 310년, 기원전 310년
- 한국십진분류법에서 통계자료에 관한 책들이 분류되는 번호.